# Bundesstraße 452
Pour les articles homonymes, voir Route 452.
La Bundesstraße 452 est une Bundesstraße du Land de Hesse.

## Géographie
La B 452 est la connexion sud de la ville d'Eschwege à la Bundesstraße 27. Elle commence au rond-point près de la gare et de la Bundesstraße 249 et traverse d'abord la zone urbaine d'Eschwege. Jusqu'à la zone industrielle de Hessenring, celle-ci est constamment étendue à trois voies. Ensuite, la B 452 passe devant des champs comme une route à une seule voie dans chaque direction. Après avoir traversé Reichensachsen (commune de Wehretal), elle se termine à une intersection avec les B 27 et 7.

## Source
- (de) Cet article est partiellement ou en totalité issu de l’article de Wikipédia en allemand intitulé « Bundesstraße 452 » (voir la liste des auteurs).

1. ↑  (de) « Die Bundes- und Reichsstraßen in Deutschland - Nr. ab 399 » [archive du 15 octobre 2008], sur home.arcor.de (consulté le 18 juillet 2025)